# KeiVarae Russell
KeiVarae Russell (Everett, 19 ottobre 1993) è un giocatore di football americano statunitense che milita nel ruolo di cornerback per i Cincinnati Bengals della National Football League (NFL).

## Biografia

### Kansas City Chiefs
Dopo avere giocato al college a football a Notre Dame, Russell fu scelto nel corso del terzo giro (74º assoluto) nel Draft NFL 2016 dai Kansas City Chiefs. Il 14 settembre 2016 fu svincolato senza essere mai sceso in campo.

### Cincinnati Bengals
Il giorno successivo, Russell firmò con i Cincinnati Bengals con cui debuttò come professionista subentrando nella settimana 12 contro i Baltimore Ravens.

## Statistiche
| Partite totali      | 3 |
| Partite da titolare | 0 |
| Tackle              | 0 |
| Sack                | 0 |
| Intercetti          | 0 |